# オーバーハーフェル郡
オーバーハーフェル郡 (ドイツ語: Landkreis Oberhavel) は、ドイツ、ブランデンブルク州北部の郡である。郡庁所在都市はオラーニエンブルクである。

## 地理
オーバーハーフェル郡は、扇状区画としてメクレンブルク＝フォアポンメルン州の南部州境からベルリン州の北部州境まで広がっている。ハーフェル川の上流が郡内を北から南に流れ、郡の名称の由来となっている。郡の面積の約50 %が景観地区、自然保護地区となっている
郡北部はノイシュトレーリッツ小湖沼地方に含まれている。同地には郡内最大の湖が2つ位置している。ラインスベルク湖水地方の大シュテヒリーン湖 (4.1 km²)、ヒンメルプフォルト荒地の外縁にあたるシュトルプ湖 (3.7 km²) である。南部には主に農業地帯であるグランゼー台地があり、大ヴェントウ湖 (2.8 km²)、ドレーツ湖 (1.7 km²) が含まれる。これらは郡内で第3位、第4位の大きさの湖である。グランゼー台地で最大のまとまった雨林はハーレンツァッケンである。
郡中央部はツェーデニック＝シュパンダウ・ハーフェル川低地、森林が生い茂るリュートニック荒地、ショルフ荒地、クレメン湿地を含むリーン川湿地、エーバースヴァルデ渓谷が広がっている。
郡南部には、クレーマー森林地帯が広がるグリーン小台地、ヘルタ湿原を含み、森の多い西バルニム、ハーフェルラント湿地がある。
郡内には以下の歴史的景観が含まれる。北部ではメクレンブルク（フュルステンベルガー・ヴェルダー）、北東部と東部ではウッカーマルク、南東部ではバルニム、南西部ではハーフェルラント、西部と北西部ではルピーナー・ラントである。中央部付近には歴史的なラント・レーヴェンベルクがある。
隣接する郡は、北部ではメクレンブルギッシェ＝ゼーエンプラッテ郡 （メクレンブルク＝フォアポンメルン州）、東部ではウッカーマルク郡とバルニム郡、南部ではベルリン州とハーフェルラント郡、西部ではオストプリーグニッツ＝ルピーン郡となっている。

## 歴史
オーバーハーフェル郡は、1993年ブランデンブルク州郡改革の一環として同年12月6日に旧グランゼー郡、オラーニエンブルク郡を統合して成立した。

### 人口動態
以下の表は、オーバーハーフェル郡の人口動態を示している（1990年は10月3日付、1991年からは12月31日付け）。数値は統計時の郡域によるものである（当郡成立以前の1990年から1992年の数値は、1993年12月6日の領域に合わせた数値）。
| 年   | 人口    |
| ---- | ------- |
| 1990 | 169,086 |
| 1991 | 167,015 |
| 1992 | 165,764 |
| 1993 | 166,214 |
| 1994 | 167,935 |
| 1995 | 170,505 |
| 1996 | 173,666 |
| 1997 | 178,353 |
| 1998 | 183,997 |
| 1999 | 189,191 |

| 年   | 人口    |
| ---- | ------- |
| 2000 | 192,123 |
| 2001 | 194,022 |
| 2002 | 195,399 |
| 2003 | 197,055 |
| 2004 | 198,550 |
| 2005 | 200,184 |
| 2006 | 201,289 |
| 2007 | 201,945 |
| 2008 | 202,331 |
| 2009 | 202,776 |

| 年   | 人口    |
| ---- | ------- |
| 2010 | 203,124 |
| 2011 | 201,199 |
| 2012 | 202,162 |
| 2013 | 203,012 |
| 2014 | 204,898 |

- 現在の郡域の人口動態と予測
- 1875年からの人口動態（領域は今日のもの）
- 人口動態予測
- 年齢構成予測

出典：ベルリン＝ブランデンブルク統計局、ブランデンブルク州建設交通局、ベルテルスマン財団による詳細なデータはWikimedia CommonsのPopulation Projection Brandenburg にある。

## 政治

### 郡長と部長
オーバーハーフェル郡の郡長は2015年6月12日からルートガー・ヴェスカンプ (SPD) が務めている。前任者は1994年から2014年までカール＝ハインツ・シュレーター (SPD) であった。シュレーターがブランデンブルク州内務大臣に任命されると、第1助役であったエグモント・ハーメロウ (CDU) が職務を当面代行することとなった。
|  | 所属   | 氏名                                   | 役職   | 担当                   |
|  | ------ | -------------------------------------- | ------ | ---------------------- |
|  | SPD    | ルートガー・ヴェスカンプ               | 郡長   |                        |
|  | CDU    | エグモント・ハーメロウ                 | 副郡長 | I部 - 建設、経済、環境 |
|  | SPD    | ディーター・シュタルケ (Dieter Starke) | 助役   | II部 - 教育、青少年    |
|  | 無所属 | ミヒャエル・ガルスケ (Michael Garske)  | 助役   | III部 - 労働、保健     |
|  | CDU    | マティアス・リンク (Matthias Rink)     | 助役   | IV部 - 社会、交通      |

（2015年9月16日時点）

### 郡議会
2014年5月25日に選挙が行われ、全56議員が改選された。投票率は46.6％であった。選挙結果は以下の通り。
|  | 所属                                         | 得票数 | 得票率 | 議席 |
|  | -------------------------------------------- | ------ | ------ | ---- |
|  | SPD                                          | 64,837 | 27.8   | 15   |
|  | CDU                                          | 61,884 | 26.5   | 15   |
|  | Linke                                        | 45,337 | 19.4   | 11   |
|  | Grüne                                        | 16,905 | 7.2    | 4    |
|  | BVB/Freie Wähler                             | 12,876 | 5.5    | 3    |
|  | NPD                                          | 9,125  | 3.9    | 2    |
|  | FDP                                          | 7,313  | 3.1    | 2    |
|  | Piraten                                      | 4,449  | 1.9    | 1    |
|  | Die Unabhängigen                             | 4,369  | 1.9    | 1    |
|  | BürgerBündnis freier Wähler Hennigsdorf (BB) | 2,736  | 1.2    | 1    |
|  | Landwirtschaft, Gartenbau, Umwelt (LGU)      | 2,473  | 1.1    | 1    |
|  | Warmbrunn（無所属）                          | 942    | 0.4    | 0    |

（2014年5月25日選挙結果）
郡議会ではSPDとLGUが共同会派を形成している。BVB/FREIE WÄHLER, Die Unabhängigen, BBは共同会派 Unabhängige Bürgerfraktion / Freie Wähler となっている。またSPD/LGU と CDU は郡議会で連立を形成している。

### 紋章
紋章は1994年5月18日に承認された。
紋章記述：「銀と緑に分かれる。上部には嘴と爪が金で、赤い舌を持つ赤い鷲、翼には金のクローバーの茎が付く。下部には互い違いに並んで飛び、2羽の赤い水かきの銀の白鳥」。

## 経済と社会資本

### 企業

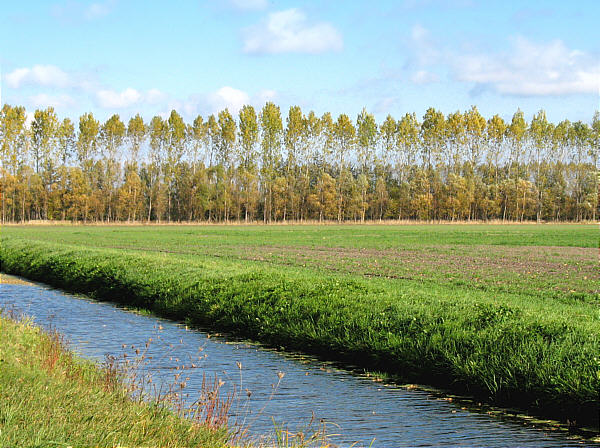
郊外の野原

産業の重点は郡南部にあり、ベルリンと密接に結びついている。サービス業と並んで交通と鋼鉄（特にヘニヒスドルフと周辺）、化学、製薬（特にオラーニエンブルクと周辺）が挙げられる。経済拠点であるヘニヒスドルフ、オラーニエンブルク、フェルテンはブランデンブルク州に15か所ある地域成長拠点 の一つである。
この他に郡内全域で集約農業が営まれている。
オーバーハーフェルは、ベルリンにとって近場の行楽地区として重要さを増しており、特に郡北部は手付かずの自然に恵まれた休暇地域となっている。

### 交通
オーバーハーフェル郡には、アウトバーン10 （ベルリン環状道路）、またその支線でベルリン方面のA 111とハンブルク方面のアウトバーン 24が通る。この他に連邦道路96, 96a, 109, 167, 273が走る。1994年1月1日にナンバープレートの識別記号の「OHV」が割り当てられ、使用されている。
鉄道の主要路線では、ベルリン外環状線、シュトラールズントに至るベルリン北部線、ノイルピーンに至るクレメン線がある。ベルリンSバーンでは、オラーニエンブルクに至る路線、ヘニヒスドルフに至る路線がある。郡が運営するオーバーハーフェル交通会社は、郡内でバスを運行している。本社はオラーニエンブルクにあり、42路線（2014年）を運行している。重要な内陸水路ではハーフェル川とオーダー＝ハーフェル運河が挙げられる。自転車道では、地域や地方のものが数多くある他、ベルリン＝コペンハーゲン自転車道とハーフェル自転車道が郡内を通っている。
| オーバーハーフェル郡内の自動車登録件数        | 2008    | 2009    | 2010    | 2011    | 2012    | 2013    | 2014    |
| --------------------------------------------- | ------- | ------- | ------- | ------- | ------- | ------- | ------- |
| 乗用車登録数（1月1日付）                      | 103 781 | 104 157 | 105 928 | 107 223 | 108 552 | 109 802 | 111 032 |
| 人口1,000人あたりの乗用車数（前年12月31日付） | 514     | 515     | 522     | 528     | 540     | 543     | 547     |

## 市町村
自治体領域改革の決定の後、郡内にはなお合計19自治体があり、その内9は都市である。14自治体はアムトに属していない。
カッコ内は2023年12月31日における人口である。
| 都市 （¹アムト所属市） 1. フュルステンベルク/ハーフェル（5,739人） 2. グランゼー¹（6,022人） 3. ヘニヒスドルフ（26,623人） 4. ホーエン・ノイエンドルフ（27,131人） 5. クレメン（7,745人） 6. リーベンヴァルデ（4,500人） 7. オラーニエンブルク（48,492人） 8. フェルテン（12,733人） 9. ツェーデニック（13,267人） アムト非所属自治体 1. ビルケンヴェルダー（8,135人） 2. グリーニッケ/ノルトバーン（12,201人） 3. レーゲブルッフ（6,940人） 4. レーヴェンベルガー・ラント（8,741人） 5. ミューレンベッカー・ラント（15,438人） 6. オーバークレーマー（11,980人） | アムト及び所属自治体 (アムト庁舎所在地*) - アムト・グランゼー・ウント・ゲマインデン（9,190人） 1. グランゼー、都市*（6,022人） 2. グロースヴォルタースドルフ（740人） 3. シェーナーマルク（435人） 4. ゾンネンベルク（820人） 5. シュテヒリーン（1,173人） |  |